# The End of Quantum Reality
The End of Quantum Reality (pt-BR: O fim da realidade quântica) é um documentário sobre a vida e o pensamento do físico austríaco Wolfgang Smith.
Ele estreiou em um lançamento limitado nos cinemas dos EUA no início de 2020.
O filme explora teorias de Wolfgang Smith, como suas visões acerca do funcionamento físico do mundo subatômico e a relatividade de Einstein.
Foi dirigido por Katheryne Thomas e produzido por Rick DeLano.